# Cynanchum riometense
Cynanchum riometense là một loài thực vật có hoa trong họ La bố ma. Loài này được Sundell mô tả khoa học đầu tiên năm 1981.